# Marguerite Syamour
Pour les articles homonymes, voir Gagneur.
Marguerite Syamour, pseudonyme de Marguerite Gagneur, née le 10 août 1857 à Bréry (Jura) et morte le 21 mai 1945 à Paris est une sculptrice française. 
Engagée dans la défense de la République, de la laïcité, du féminisme, elle est l'auteur de nombreuses sculptures dont la plupart se trouvent dans les communes du Jura (Saint-Claude, Poligny, Saint-Lothain, Chatelneuf), ou dans les musées de Cambrai, Grenoble et Besançon, ou encore au cimetière du Père-Lachaise à Paris (tombe de Frédéric Cournet).

## Biographie

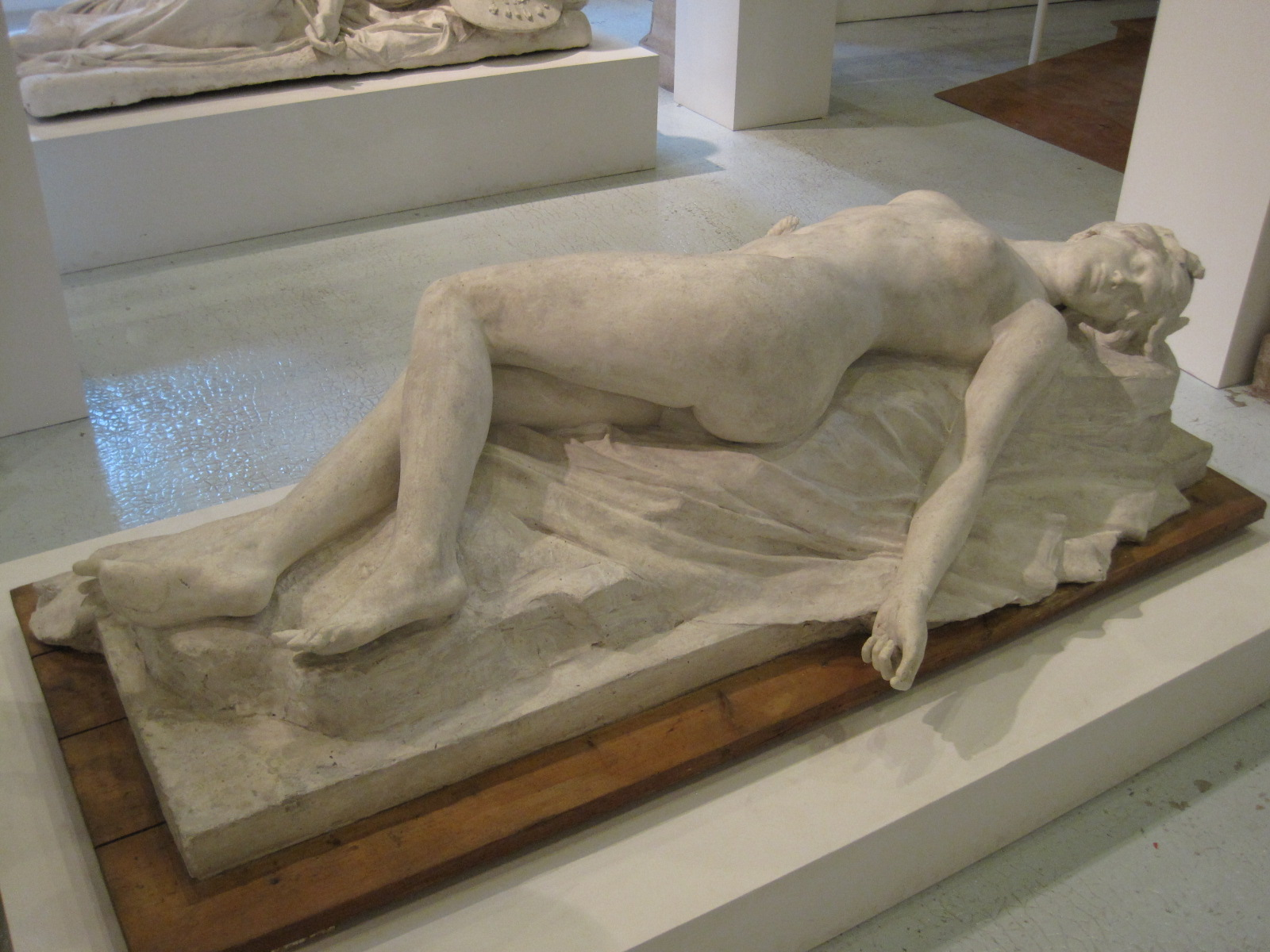
Sapho endormie (1897), plâtre, musée des Beaux-Arts de Lons-le-Saunier.

Son père Wladimir Gagneur, né à Poligny dans le Jura en 1807, est un avocat, journaliste et homme politique disciple de Charles Fourier. Défenseur de la République au moment du coup d’État du 2 décembre 1851, il est banni par l'empire. Rentré en France, il épouse Marie-Louise Mignerot (1832-1902), femme de lettres féministe et laïque. Leur fille Marguerite naît le 10 août 1857 à Bréry, près de Poligny, et Jules Grévy, condisciple de son père à Dole, est son parrain. Militant de la gauche républicaine, Wladimir Gagneur est élu député du Jura en 1869 et le restera jusqu'à sa mort en 1889. Marguerite Syamour sera elle aussi profondément attachée aux valeurs républicaines de progrès social et d'émancipation.
Elle se marie à Paris le 31 juillet 1879 avec Ernest Gegout, dont elle divorce en 1887.
Elle choisit de devenir artiste et se forme dans l'atelier d'Antonin Mercié (1845-1916) fouriériste lui aussi. La carrière artistique de Marguerite Gagneur débute en 1884 sous le pseudonyme de « Syamour », contraction de « Syam », village du Jura, et du mot « amour ».
À partir de 1890, elle vit à Paris avec sa mère au 6, rue du Val-de-Grâce dans le quartier du même nom, assez proche de Montparnasse, et installe son atelier non loin de là rue d’Assas. Elle devient l’amie de son voisin, le peintre et affichiste tchèque Alfons Mucha (1860-1939), pour lequel elle pose : il fera d'elle une lithographie : Primevère (1899) et on reconnaît Marguerite dans d'autres œuvres de Mucha, sans certitude toutefois. Son salon accueille des artistes, des hommes politiques et des occultistes comme le colonel de Rochas. Elle côtoie aussi d'autres personnalités en vue comme le célèbre explorateur Pierre Savorgnan de Brazza.
Après la mort de sa mère en février 1902, Syamour se remarie le 12 novembre 1902 avec Jean-Gérard Fréchout, médecin à Salins-les-Bains (Jura). Elle se lie ensuite avec Victor Poupin, journaliste anticlérical, conseiller général de Champagnole et député de la gauche radicale, elle partage sa vie dans sa maison de Chatelneuf jusqu’à la mort de celui-ci en 1906.
Elle travaille ensuite à Paris et participe à diverses expositions, notamment en 1912. Sa carrière s'achève avec la Première Guerre mondiale mais elle vit encore longtemps, mourant à Paris le 21 mai 1945. Elle est incinérée et ses cendres sont déposées dans le columbarium du cimetière du Père-Lachaise (case no 6345) à Paris, avec l'inscription « Mme SYAMOUR / Marguerite Fréchou-Gagneur / Sculpteur-statuaire / 1857-1945 ».

## Œuvres

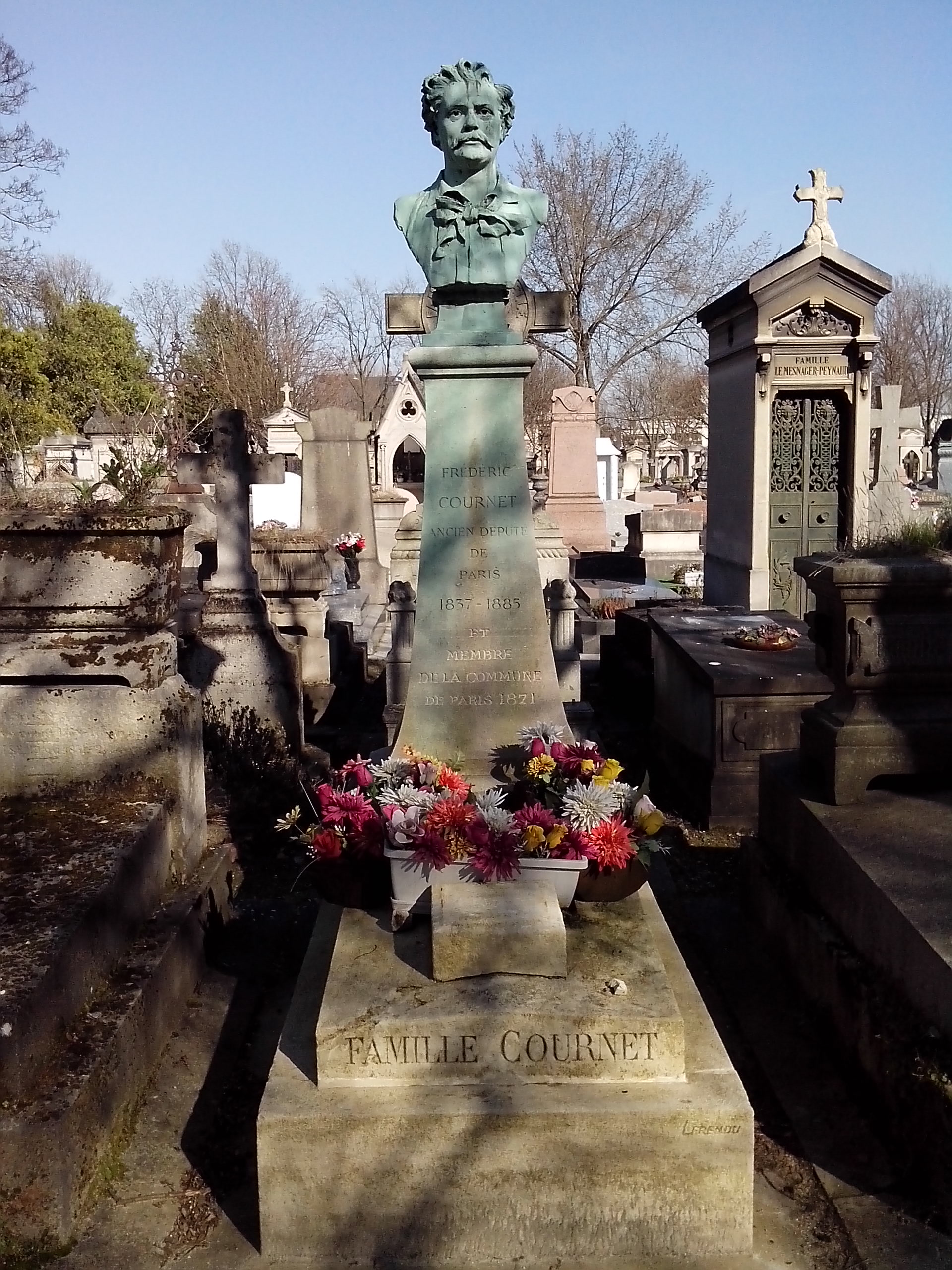
Buste de Frédéric Cournet, Paris, cimetière du Père-Lachaise.

Syamour expose au Salon des artistes français entre 1885 et 1912, ainsi qu'au Salon des Champs-Élysées, à la galerie Georges Petit et à l’Exposition universelle de 1900. Plusieurs de ses œuvres sont acquises par l’État et elle participe à l'élaboration de divers monuments publics, en particulier dans le Jura.
Sa facture offre à la fois le réalisme dont témoignent les bustes de ses contemporains et le symbolisme dans la réalisation classique d'allégories où se perçoit sa sensibilité féminine comme dans Aurora ou le nu couché de Sapho endormie. Ses œuvres montrent aussi son engagement républicain et fouriériste : diverses Mariannes - buste de Frédéric Cournet, communard - de Charles Fourier, le socialiste utopique – de Victor Considerant, penseur socialiste et républicain – de Victor Schœlcher, initiateur de l'abolition de l'esclavage, ou encore dans le monument à Voltaire et Christin de Saint-Claude (détruit en 1942). Attachée à son Jura natal qui conserve la plupart de ses œuvres, elle a rendu hommage aux personnalités franc-comtoises de gauche comme son père Wladimir Gagneur ou Charles Sauria, l'inventeur des allumettes. 
Elle a sculpté près de 200 bustes dont ceux de :
- Frédéric Cournet, 1886, républicain et membre de la Commune de Paris, buste en bronze, cimetière du Père-Lachaise à Paris ;
- Madame Clemenceau, buste en plâtre, Salon des artistes français de 1885 ;
- Jules Grévy, buste en plâtre, Salon de artistes français de 1885 (épreuve en bronze à Mont-sous-Vaudrey, Jura, détruit en 1942) ;
- Auguste Vacquerie, buste en marbre, Salon de artistes français de 1886 ;
- Charles-Gabriel-Frédéric Christin, buste en bronze, 1887, Saint-Claude, Jura ;
- Clarisse Coignet, buste en marbre blanc, 1888, musée de Besançon ;
- Pierre Savorgnan de Brazza, médaillon en plâtre, 1888, musée de Besançon ;
- Marie-Louise Gagneur, sa mère écrivain, buste en plâtre, Salon de artistes français de 1890 ;
- Wladimir Gagneur, son père, député du Jura, 1890, Poligny, Jura, détruit en 1942 ;
- Charles Fourier, buste en plâtre, Salon de artistes français de 1893 ;
- Jean Macé, buste en plâtre, exposition Union comtoise des arts décoratifs en 1897 ;
- Colonel de Rochas, un militaire, buste en plâtre, 1898, musée de Grenoble ;
- Charles Sauria, buste en bronze, 1898, Saint-Lothain, Jura ;
- Victor Considerant, buste en bronze, 1901, place des Cordeliers, Salins-les-Bains, Jura ;
- Victor Schœlcher, buste en bronze, 1904 à Houilles (Yvelines), épreuve de 1913 à Basse-Terre en Guadeloupe, buste en plâtre, 1904, musée Bartholdi Colmar(épreuve en bronze destinée à Fessenheim)[12] ;
- Voltaire, Buste en bronze, 1906, Châtenay-Malabry[13] ;
- Victor Poupin, 1906, député du Jura et compagnon de Marguerite, buste en bronze ornant la sépulture de Victor Poupin au cimetière de Chatelneuf, Jura ;
- René Viviani ;
- André Theuriet, buste, Salon de artistes français de 1908, conservé à Auberive.

Statues
- Le Vigneron, 1890, bronze, Poligny, Jura ;
- Voltaire, 1887, Saint-Claude, détruit en 1942[14] ;
- les Adieux de Camille Desmoulins.

Allégories
- La République, 1884, médaillon en plâtre sur socle (Marianne, femme, de profil, bonnet phrygien) Signé sur la tranche droite : Syamour, 1884, musée d'Arbois, Jura[15] ;
- Marianne, 1884 (Inauguration le 14/09/1884), bronze, Chatelneuf ;
- Marianne, 1885, médaillon en plâtre, musée d'Airvault (Deux-Sèvres), réalisé  pour la composition du catafalque de Victor Hugo[16] ;
- La République, 1885, médaillon en plâtre, Mairie de Bréry, Jura ;
- La France nouvelle, plâtre, Salon des artistes français de 1886, Hospice Saint-Roch à Issoudun ;
- Diane, plâtre, 1891, musée de Sault, Vaucluse ;
- Musique d’amour, 1894, haut-relief en plâtre, musée des beaux-arts de Besançon ;
- Méditation, 1896, marbre, musée des beaux-arts de Besançon ;
- Sapho endormie, 1897, plâtre, Lons-le-Saunier, exemplaire en marbre au musée de Cambrai, Salon de 1898 (n°3405, plâtre), acquisition de l’État pour réalisation en marbre[17] ;
- Harmonies, haut-relief en bronze, Salon des artistes français de 1898 ;
- La nuit d’octobre, plâtre, Salon des artistes français de 1901 ;
- Vision1903 (?), buste, marbre blanc, musée des beaux-arts de Lons-le-Saunier ;
- Recueillement, plâtre, Salon des artistes français de 1904 ;
- Baigneuse, Salon des artistes français de 1904 ;
- L'Aurore, 1904, marbre, jardins du ministère de la Justice, Paris[18] ; plâtre au musée du château de Vitré
- La Liberté délivrant l'esclave de ses chaînes, 1906, Musée Schœlcher, Pointe-à-Pitre ;
- La République, 1907, buste, Poligny, Jura, détruit en 1942.

## Postérité
- Une Association des amis de la Marianne de Chatelneuf s'est créée en 2011 pour promouvoir l'allégorie de la République de Syamour à travers la diffusion de répliques de la statue de Chatelneuf pour les communes jurassiennes[19].
- Un timbre de collection tiré à 200 exemplaires a été produit par La Poste à l'occasion du Salon des maires et des collectivités locales de Franche-Comté en 2011[20].